# Chiara Leone
Chiara Leone (Frick, 15 de junho de 1998) é uma atiradora esportiva suíça.

## Carreira
Leone começou a atirar em 2007. Em 2022, Leone conquistou medalhas da Copa do Mundo nas Copas do Mundo ISSF do Cairo e do Rio de Janeiro. Ela ganhou a medalha de bronze no Campeonato Europeu de 2022 na prova de Equipe Mista de Rifle de Ar 10m com Jan Lochbihler.
Nos Jogos Europeus de 2023 em Wrocław, ela ganhou a medalha de prata na prova por equipes de 3 posições dos 50m. No Campeonato Mundial ISSF de 2023 em Baku, Leone ganhou uma medalha de ouro na equipe feminina de rifle de bruços 50m, e uma medalha de ouro na equipe mista de rifle de bruços 50m com Jan Lochbihler. Em janeiro de 2024, Leone conquistou sua primeira medalha individual na Copa do Mundo, ganhando a prata no rifle feminino de três posições 50m na Copa do Mundo do Cairo. Em maio de 2024, Leone tornou-se campeão europeu no rifle de três posições 50m no campeonato ESC 25/50/300M em Osijek.
Nos Jogos Olímpicos de Verão de 2024, em Paris, conquistou a medalha de ouro na prova de carabina três posições feminino.